# Convallaria montana
Convallaria montana Raf. är en sparrisväxt.
Convallaria montana ingår i släktet liljekonvaljer, och familjen sparrisväxter. 
Inga underarter finns listade i Catalogue of Life.